# باسم درویش
باسم درویش (عربی: باسم درویش) (زاده آوریل ۱۹۶۶ در بنی مزار مصر) آهنگساز، تهیه‌کننده و هنرپیشه عود مصری- آلمانی است. او بنیانگذار گروه گام‌های قاهره (انگلیسی: Cairo Steps) و اولین نوازنده در خاورمیانه است که نشان طلایی جایزه جاز آلمان را در سال‌های ۲۰۱۸ و ۲۰۲۱ دریافت کرد.

## تحصیلات
درویش زبان‌شناسی آلمانی را در دانشگاه عین شمس و موسیقی کلاسیک را در آکادمی موسیقی عربی در قاهره خواند. او در سال‌های ۱۹۸۵ و ۱۹۸۶ برنده جوایز بهترین نوازنده عود شد. در پایان سال ۱۹۸۶ او به اتریش و سپس آلمان نقل مکان کرد و در دانشگاه هایدلبرگ مصرشناسی و قوم‌شناسی خواند.

## زندگی کاری
درویش فعالیت حرفه‌ای خود را در سال ۱۹۸۶ در تئاتر الطلیعه در قاهره با آهنگساز مصری واقیه عزیز آغاز کرد. در سال ۱۹۹۴ به گروه فولکلور سلامات در آلمان با نوازندگان سودانی و مصری پیوست. او سال‌ها در فرانسه، اسپانیا، انگلیس و آلمان یکی از نوازندگان گروه سلامات بود. درویش در سال‌های ۱۹۹۴ تا ۱۹۹۷ با بسیاری از گروه‌های کاری آفریقایی مصری و عربی در اروپا اجرا کرد. سپس در سال ۱۹۹۷ در برلین به همراه حسام شاکر فرم جدیدی از گروه مصری را با نام رحالة پایه‌گذاری کردند و در اسپانیا، آلمان و مصر به برگزاری کنسرت و کارگاه‌های مختلف پرداختند.
در سال ۱۹۹۹، او به گروه شرقیات متعلق به فتحی سلامه، برنده جایزه گرمی ۲۰۰۵ پیوست و در کنسرت‌هایی در خانه اپرای قاهره، جشنواره القلعه و اسکندریه در مصر حضور یافت. در سال ۲۰۰۰ درویش به گروه محمد منیر پیوست و با کنسرت‌های منیر در مراکش، برلین و دیگر شهرهای اروپایی نوازندگی کرد.
در سال ۲۰۰۰، درویش به همراه ماتیاس فری، پیانیست آلمانی و بودی سیبرت، ساکسیفونیست سابق BAP، یک تریو جاز شرقی با کنسرت‌هایی در آلمان و مصر تشکیل داد.

## کنسرت‌نگاری
باسم درویش تیم خود گام‌های قاهره را رهبری می‌کند و ۵ آلبوم و تعداد زیادی تک آهنگ تولید کرده است:
| انتشار                    | آلبوم                              | محتوا | یادداشت                                                            |
| ------------------------- | ---------------------------------- | --- | ------------------------------------------------------------------ |
| ۲۰۱۲                      | Oud Lounge                         | 1. گام‌های قاهره (Cairo Steps)* 2. Memories 3. Triomania 4. Samai Darwisch 5. Sun Rise 6. Taqsim Oud 7. Alpha Omega 8. Desert Road 9. Min Awel Lamsa                                                                                               | - نسخهٔ دیگری از گام‌های قاهره نیز در قالب همین آلبوم منتشر شده است. |
| ۲۰۱۶                      | Arabiskan                          | 1. Sultan 2. Nubian Groove 3. Shams 4. Amber 5. Siwa** 6. Bokra 7. Alif 8. La Sua Bucca 9. Arabiskan* | * با نوازندگی علی الحلباوی ** با نوازندگی مروه ناجی و سیوا میوزیک  |
| ۲۰۱۶                      | Silk Road                          | 1. Voyage Oriental 2. Jaipur Express 3. Constantinople Dance Palace 4. Floating On Syr Darya 5. Riders Of Tashkent 6. Feathers and flames 7. Samarkand 1001 8. The Prince Of Turfan 9. Taklan Makan 10. Moon Over Issyk kul 11. Market Of Kashgar |                                                                    |
| ۲۰۱۷                      | فرش پرنده (Flying Carpet)          | 1. Sansibar 2. Khaliji Steps 3. Shams 4. Dance Du Nil 5. Arabiskan |                                                                    |
|                           | Electronic Music (With: Sam Shure) | 1. Iboto 2. Mirage 3. Sultan 4. Arabiskan |                                                                    |
|                           | Soundtrack                         | Seven to One |                                                                    |
|                           | Inspirational Music                | Oud Mood of the day |                                                                    |
| Duduk and Oud dialog mood | Inspirational Music                | با همکاری رغید ویلیام |                                                                    |
| ۲۰۱۴                      | Singles                            | Gnossienne No.1 | ریمیکس با با شیخ ایهاب یونس                                        |
| ۲۰۱۴–۲۰۱۵                 | Singles                            | Je nai nan | با شیخ ایهاب یونس، علی الحلباوی، مونیکا جورج و پیتر غطاس           |
| ۲۰۱۴                      | Singles                            | I can Say | با ماهر فایز                                                       |
| ۲۰۱۵                      | Singles                            | Aripsalin | با مونیکا جورج و پیتر غطاس                                         |
| ۲۰۱۵                      | Singles                            | مریم (Mariam) | با مونیکا جورج و پیتر غطاس                                         |
| ۲۰۱۵                      | Singles                            | برضاک (Beredak) | ریمیکس با مروه ناجی                                                |
| ۲۰۱۵                      | Singles                            | Al Mokhtar | ریمیکس با مروه ناجی                                                |
| ۲۰۱۵                      | Singles                            | Gnossienne | ریمیکس جدید                                                        |
| ۲۰۱۷                      | Singles                            | Palladio | ریمیکس جدید                                                        |
| ۲۰۱۷                      | Singles                            | Adagio | ریمیکس با شیخ ایهاب یونس                                           |
| ۲۰۲۰                      | Singles                            | مالک الملک (Malek ElMolk) | با شیخ ایهاب یونس                                                  |
| ۲۰۲۳                      | Singles                            | بگذار روزگار هر چه می‌خواهد بکند (دع الأیام تفعل ما تشاء) | با هانی عادل                                                       |

## جوایز

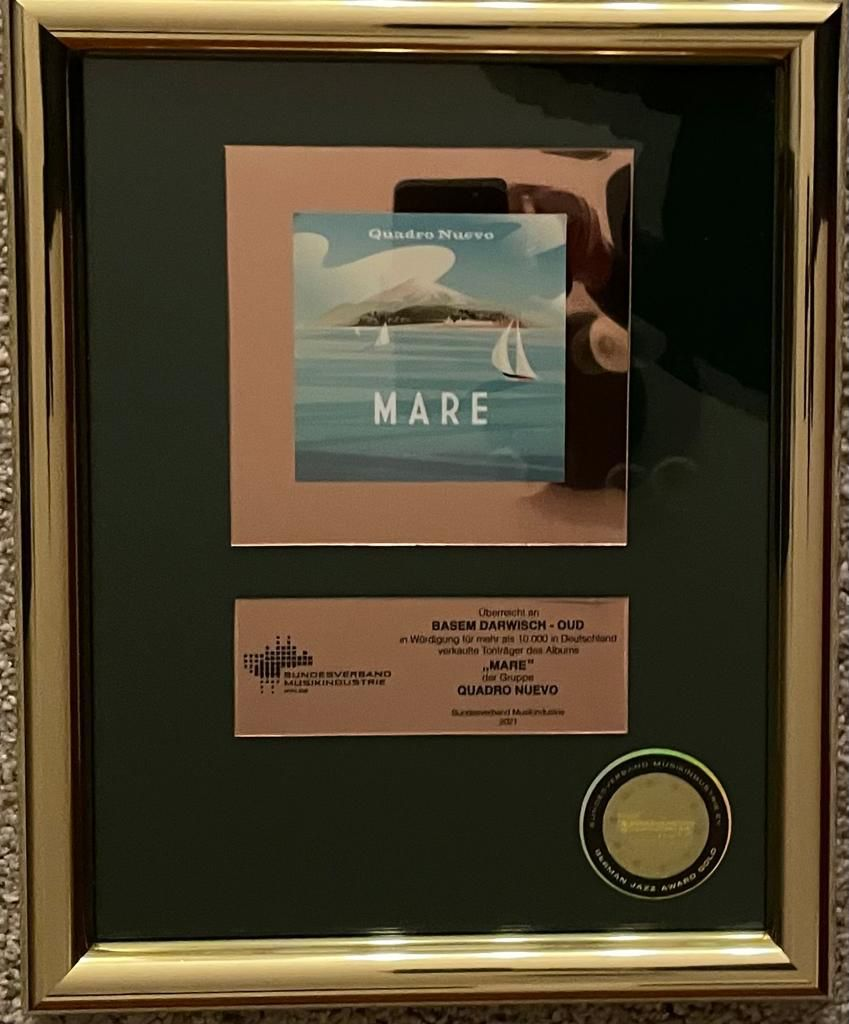
جایزه جاز آلمان ۲۰۲۱ به درویش با Quadro Nuevo اهدا شد

در ۱۹ آوریل ۲۰۱۸، باسم درویش، بنیانگذار گام‌های قاهره، جایزه موسیقی جاز آلمان را در مراسمی در برلین با اعضای گروه از جمله ایناس عبدالدائم و با حضور وزیر فرهنگ مصر، دریافت کرد. این گروه جایزه را برای آلبوم خود فرش پرنده، که با گروه آلمانی کوادرو نوو ساخته بود، دریافت کرد.
در ۱۲ اکتبر ۲۰۲۱، باسم درویش به همراه کوادرو نوو جایزه موسیقی جاز آلمان را برای آهنگ Cafe Groppi در آلبوم "MARE" دریافت کرد.